# Ladaniva
A Ladaniva egy francia–örmény formáció, amely 2019-ban alakult Lille-ben. Zenei stílusukat a világ minden tájáról származó zenék ihlették, különösen a hagyományos balkáni zene, a maloya és az örmény folklór. Ők képviselték Örményországot a 2024-es Eurovíziós Dalfesztiválon Malmőben, a Jako című dalukkal, ahol nyolcadik helyen végeztek.

## Történet
A formáció 2019-ben alakult, az örmény Jaklin Baghdasaryan énekesnő és a francia Louis Thomas multiinstrumentalista együttműködésének eredményeként. 
Jaklin Baghdasaryan 1997-ben született Jehegnadzorban, Minszkben nőtt fel, majd 2014-ben édesanyjával Franciaországba emigrált. Gyermekkora óta énekel, a Lille-i Konzervatórium zene tagozatán tanult. Louis Thomas 1987-ben született Lille-ben, egy zenészcsaládból származó kiváló jazz-zenész, szintén a Lille-i Konzervatórium diákja volt. 2018 egyik estéjén véletlenül találkoztak egy jam session során egy zenei bárban Vieux-Lille-ben. 
A Ladaniva nevet az orosz Lada autógyártó egyik híres modellje, a Lada Niva ihlette, amely a banda kalandvágyó szellemét és a különböző kultúrákon és hagyományokon keresztüli utazásukat szimbolizálja. Jaklin és Louis véletlenül rájöttek, hogy mindkettőjük apukájuknak ugyanaz az autója van Örményországban és Franciaországban élve, ez adta a formáció nevét.

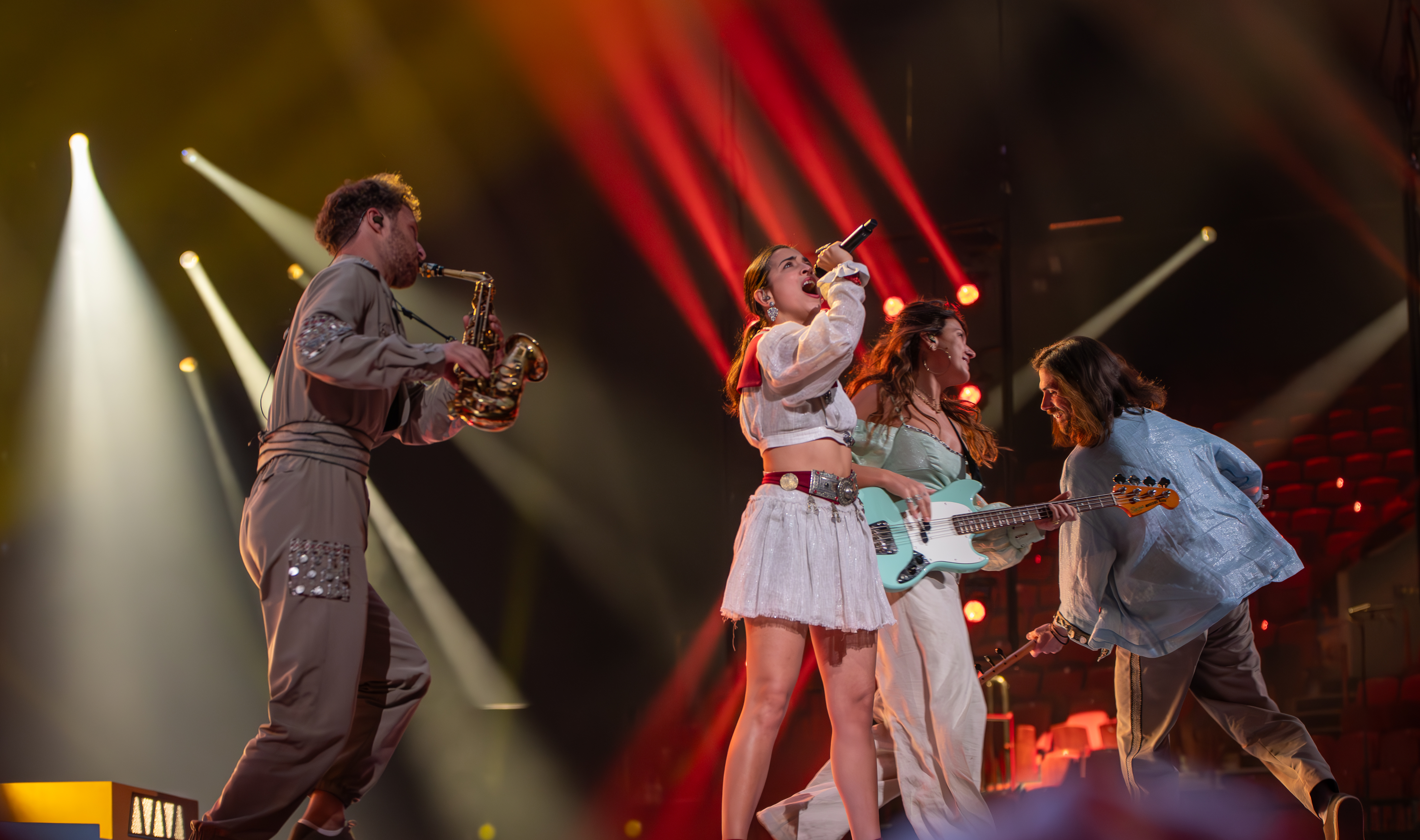
Az Eurovíziós Dalfesztiválon

2020 márciusában és áprilisában, a Covid19-pandémia alatt két videót tettek közzé, Vay Aman és Zepyuri Nman címmel, amelyek nagy sikert arattak, különösen az örmény közösség körében. Itt követte a Kef Chilini, amely néhány hónap alatt elérte a 18 milliós megtekintést. 2023-ban a Ladaniva kiadta első albumát. 2024. február 10-én az Örmény Közszolgálati Televízió bejelentette, hogy őket választották ki, hogy képviseljék Örményországot a következő Eurovíziós Dalfesztiválon. A dalt először a május 9-én megrendezett második elődöntőben adták elő, ahonnan harmadik helyezettként sikeresen továbbjutottak a május 11-i döntőbe. A zsűri szavazáson a kilencedik helyen végeztek 101 ponttal, míg a nézői szavazáson szintén a kilencedik helyen végzett 82 ponttal, így összesítésben 183 ponttal a verseny nyolcadik helyezettjei lettek. Ezzel Örményország 2016 után ismét a legjobb tíz között végzett. A dalfesztivál után pár nappal kiadták az Armenian Navy Band Here's to You Ararat című dalának feldolgozását.

## Tagok
- Jaklin Baghdasaryan
- Louis Thomas

## Diszkográfia

### Stúdióalbumok
- Ladaniva (2023)

### Kislemezek
- Kef Chilini (2020)
- l.Oror (2020)
- Pourquoi t'as fait ça? (2020)
- Shakar (2023)
- Wayo Waya (2023)
- Jako (2024)

### Feldolgozások
- Here's To You Ararat (2024)